# Biella (provins)
Provinsen Biella (it. Provincia di Biella) er en provins i regionen Piemonte i det nordlige Italien. Biella er provinsens hovedby.
Der var 187.249 indbyggere ved folketællingen i 2001.

## Geografi
Provinsen Biella grænser til:
- i nord, øst og syd mod provinsen Vercelli og
- i vest mod provinsen Torino og Valle d'Aosta.

### Kommuner
- Biella
- Caprile
- Curino
- Portula
- Pray
- Villa del Bosco

46°N 8°Ø / 46°N 8°Ø